# خیزش بهرام چوبین

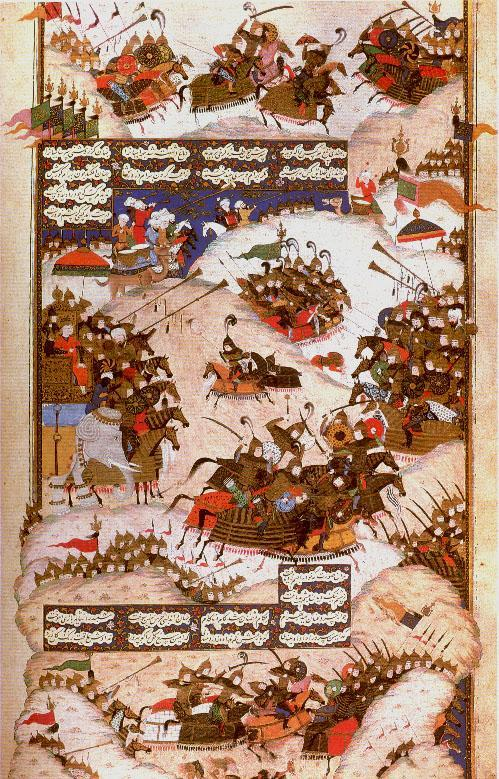
اثر هنری قرون وسطای ایرانی. خسرو پرویز و بهرام چوبین در نبرد

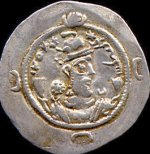
بهرام چوبین

خیزش بهرام چوبین یکی از صفحات جالب تاریخ ایران، در روزگار ساسانیان است. بهرام چوبین از سپهبدهای بزرگ ایران بود که سپاه ترکان را به سختی شکست داد. پس از اینکه بهرام شکستی ناچیز در برابر سپاه روم تجربه کرد، هرمز او را خوار شمرده و برای او لباس زنان را فرستاد. آنگاه بهرام شورش کرده و تخت شاهی ساسانی را برای اولین بار در تاریخ غصب می‌کند و شاه مشروع، خسرو پرویز از پایتخت گریخته و به شاهنشاهی بیزانس پناه می‌برد. شاه بیزانس لشگری به او داد و دختر خود مریم را هم به همسری خسرو پرویز درآورد. خسرو به تیسپون بازگشت و بهرام چوبین را شکست داد و خود تاج و تخت شاهی را پس گرفت. بهرام چوبین نزد خاقان ترک گریخت و خسرو با دسیسه‌ای، مقدمات قتل او توسط خاقان را فراهم کرد. خسرو به خاطر کمکی که شاهنشاه روم به او کرده بود، ارمنستان و مناطق دیگری را به او واگذار کرد و رابطه ایران و روم پس از سال‌ها جنگ، برای مدتی صلح‌آمیز شد. این داستان از دیرباز در ادبیات فارسی مورد توجه بوده‌است.

## زمینهٔ تاریخی
اواخر سدهٔ پنجم و اوایل سدهٔ ششم میلادی، نهضت مزدک ایران ساسانی را به لرزه افکند. این نهضت روزگاری برتری یافت و نیروهای ساسانی را به عقب‌نشینی واداشت و سرانجام موجب بروز برخی اصلاحات در ایران شد.
پس از مرگ انوشیروان فرزند و جانشینش هرمز چهارم با دشواری‌های بسیاری مواجه گشت. او با اشراف و بزرگان که از قدرت و نفوذ فراوان برخوردار بودند، مدتی دراز دست به گریبان و به مبارزه پرداخت. نرمش هرمزد با زیردستان و مدارای او با مسیحیان، مایه نگران قشرهای فوقانی جامعه ساسانی شد.
طبق روایت طبری هرمزد سیزده هزار و ششصد تن از اشراف و بزرگان را به قتل رسانید و گروه کثیری را به زندان افکند و تنزل رتبه داد. شاید هرمز می‌کوشید در میان قشرهای وسیع جامعه پایگاهی بدست آورد.
هنگامی که بزرگان و موبدان، هرمزد را به سبب ابراز محبت و مهربانی نسبت به مسیحیان سرزنش کردند، وی در پاسخ چنین نوشت، تخت ما به دو پایهٔ پیشین قوام نگیرد (منظور آئین زرتشت بوده‌است) و دو پایهٔ پسین نیز باید. پادشاهی ما نیز با تباه کردن نصاری و پیروان دین‌های دیگر که به دیار ما جای دارند، استوار نشود. از ستم دست بردارید و به کارهای نیک پردازید تا نصاری و اهل دین‌های دیگر ببینند و شما را سپاس کنند و به دینتان راغب شوند.
هرمز با عدالت خشونت‌آمیز خویش که برخلاف سیاست پدر متمایل به عامه و از احتیاط و تعادل عاری بود، اشراف، بزرگان و موبدان را بشدت از خود مأیوس و ناراضی کرده بود. موبدان و بزرگان به سبب این اعمال حاضر به تحمل پادشاهی هرمزد نبودند. از این رو به هنگام قیام بهرام چوبین، وی را مورد اقبال و پشتیبانی قرار دادند.

## علت قیام بهرام چوبین
بیان علت قیام براستی کاری است بس دشوار. بظاهر گویا اختلاف میان هرمز چهارم و بهرام بر سر غنائم گرفته شده از ترکان بوده‌است.
برخی از مورخان از جمله ابوحنیفه دینوری نامه و هدیهٔ خفت‌انگیز هرمز را سبب قیام بهرام دانسته‌اند.
ابوحنیفه دینوری نوشته‌است، هرمز تمام خدمات بهرام را نادیده گرفت و به سردار با کفایت خویش بدبین گردید و یک غل و زنجیر و کمربند زنانه و دوکی نزد بهرام فرستاد و به او نوشت، همانا بر من مسلم شده‌است که جز مقدار کمی از غنائم که به دستت رسیده‌است به سوی ما نفرستاده‌ای و این گناه من است که ترا مورد تکریم قرار دادم و اینک غل و زنجیر و کمربند زنانه و دوکی برایت فرستادم تا غل و زنجیر را به گردن افکنی و کمربند را به میان بربندی و دوک ریسی را پیشهٔ خود سازی، چه ناسپاسی و حق ناشناسی از اخلاق زنان است.
همراهان و یاران بهرام از خیر شاه ناامید شده گفتند، هر گاه تو با ما بر خلع هرمزد و خروج بر او همراهی کنی با تو همراه خواهیم بود.

## قیام بهرام علیه هرمز چهارم
بهرام سپاه خویش را بر ضد هرمز برانگیخت و متعاقب آن جنگ آغاز شد. بهرام که بر ترکان پیروزی یافته بود، این بار روانهٔ پایتخت ایران شد. هنگامی که سپاه بهرام به نزدیکی نصیبین رسید، لشکریان وی به شهر تاختند و فرماندار نصیبین را به قتل رسانیدند و سرش را نزد هرمز فرستادند.
هرمزد نیز سپاهی به سوی بهرام گسیل داشت. دو سپاه در نزدیکی زاب با یکدیگر روبرو شدند؛ ولی زاد سپر که فرماندهی سپاه هرمز را برعهده داشت به بهرام چوبین پیوست.
هرمزد با شتاب در تیسفون به گرد آوری نیرو پرداخت. در این هنگام دشمنان هرمز، به رهبری گستهم (دائی خسرو پرویز) و برادرش بندوی از ضعف شاه بهره جستند و او را به زندان افکنده، کور کردند. پس در سال ۵۹۰ میلادی پسرش خسرو پرویز را به شاهی برگزیدند.

## جنگ خسرو با بهرام چوبین
بهرام خبر یافت که خسرو را مردم به پادشاهی برگزیده‌اند پس با شتاب بسوی مدائن شتافت. خسرو پرویز صلاح کار را در ملایمت دید و با گستهم (دائی خسرو پرویز) و بندوی برادر وی و به‌ همراه هزار سوار به دیدن بهرام رفت. دیدار آن دو در ساحل رود نهروان بود.
برادر بهرام، گردوی، همراه و مطیع خسرو پرویز بود. گردوی بهرام را به خسرو پرویز نشان داده، خسرو سخن آغاز کرد و گفت، بهرام تو ستون مملکت و تکیه‌گاه رعیت مایی و در کار ما نیک کوشیده‌ای ما بر سر آنیم که روزی سپهبدی همهٔ دیار پارسیان را به تو دهیم.
بهرام گفت، اما من بر سر آنم که روزی مناسب تو را بیاویزم. سخن دراز شد و و بهرام به خسرو ناسزا گفته و با نهایت دل آزردگی از هم جدا شدند.
گردیه (کردیه، گردویه) خواهر بهرام چوبین او را بسبب بدزبانی با شاه سرزنش کرد و از او خواست به اطاعت شاه در آید اما بهرام نپذیرفت. جنگ درگرفت و خسرو شکست خورده و فرار کرد و با وجودیکه سپاهیان بهرام او را تعقیب می‌کردند، از دجله عبور کرده تا شهر رومی انطاکیه رسید. رومیها او را با احترام پذیرفتند و دستور از قسطنطنیه خواستند.
بهرام چوبین بعد از پیروزی به تیسفون رفته و به تخت شاهی نشسته و به نام خود سکه زد. مردم از بیم اطاعت وی کردند.
برخی از مورخان هم در توالی سلسلهٔ شاهان ساسانی، از او به نام بهرام ششم یاد کرده‌اند.
موریس امپراتور بیزانس پذیرفت که به وی در بازگشت به سلطنت یاری داده و دختر خویش مریم را به همسری وی درآورد.
در عوض خسرو حاضر شد قلعه دارا و شهر میافارقین (شهری نزدیک دیاربکر در ترکیهٔ امروزی) را به بیزانس واگذار کند.
در سال ۵۹۱ میلادی، خسرو به همراهی قشون رومی، راهی تیسفون شده، در طی راه نجبای تیسفون و تعدادی از بزرگان اهل ارمنستان و اهالی شهرها و نیز نیروهای ایرانی که در میان رودان بودند، از همه سوی به سپاه او ملحق شدند. در آذربایجان نیز بسطام که برادرش هم بندوی، بعد از رهایی از بند بهرام به وی پیوسته بود، تعدادی سپاه برای کمک به خسرو فراهم آورد.
بهرام خبر یافت و از تیسفون با سپاهش به طرف خسرو حرکت کرد. جنگ سختی در آذربایجان (نزدیکی دریاچهٔ ارومیه) درگرفت که به شکست قطعی بهرام چوبین انجامید.

## سرانجام بهرام چوبین
بهرام پس از شکست نزد دشمنان پیشین گریخت و با مهربانی از طرف خان ترک پذیرفته شد. بهرام که خدمات شایسته‌ای به خان ترکان کرده بود، به عنوان مشاور و دوست در کنار او قرار گرفت.
خسرو از این واقعه پریشان شده، از خان ترکان خواست تا بهرام را بدو باز پس بدهد ولی خان ترک از اجرای این درخواست سرباز زد. سفیر شاهنشاه ساسانی با تقدیم هدایا، خاتون همسر فرمانروای ترکان را فریفت و وی را به سوء قصد برضد بهرام ترغیب و تشویق کرد. در نتیجه یکی از خدمتگزاران خاتون، بهرام را با خنجر زهر آبداده به قتل رسانید. خان که از این واقعه به خشم آمده بود، قاتل بهرام را کشت.